# Carlo Gallina
Carlo Gallina (Garbagna Novarese, 2 maggio 1895 – Novara, 16 novembre 1944) è stato un militare e calciatore italiano, di ruolo attaccante.
Partecipò alla Grande Guerra e venne insignito del titolo di Superdecorato al valore militare.

## Biografia
Nacque a Garbagna Novarese il 2 maggio 1895, figlio di Giovanni.
Fu chiamato alle armi e destinato alla fanteria, nel 23º Reggimento "Como". Prestò giuramento a Novara il 16 agosto 1914, quindi trasferito al 13º Reggimento della Brigata "Pinerolo".
Allo stesso anno risale una breve partecipazione al calcio professionistico, nelle file della Juventus (vedi sez. Carriera sportiva).

### Prima guerra mondiale
Raggiunto il grado di tenente, nell'agosto 1916 ottenne la prima Medaglia di Bronzo al valore in occasione dei combattimenti sull'altura del Pečinka (nell'attuale Slovenia): dopo un violento bombardamento che colse di sorpresa il suo reparto e causò molte perdite e generale sbandamento, assieme agli ufficiali Carlo Perris e Vincenzo La Furia ricompattò e rimotivò le truppe, respingendo l'attacco nemico e riguadagnando le posizioni perse. I racconti dei commilitoni dell'epoca lo riportano protagonista di numerosi eventi analoghi.
Nel maggio 1917, durante la battaglia del Nad Bregom (piccola altura nei pressi del villaggio di Hudi Log, non lontano dal confine sloveno) guadagnò un'ulteriore Medaglia di Bronzo al valore: nella confusione dell'assalto nemico, nel quale caddero molti soldati e ufficiali, si diffuse la notizia che era morto; tuttavia era stato solamente ferito al collo da un proiettile di mitragliatrice e, ciò nonostante, seguitò a condurre le sue truppe nelle operazioni. Il proiettile non fu mai estratto.
Dopo la disfatta di Caporetto, nel novembre 1917 il suo reggimento si batté nella battaglia di Zenson, che valse al Gallina una Medaglia d'Argento. Giuseppe Abate, cappellano del 13º Reggimento della "Brigata Pinerolo", lo descrisse come "cicerone sempre pronto e volontario di quelle insediatissime trincee, potrà raccontare molti episodi di cecchinaggio, che, col suo eccezionalissimo ardimento, di continuo provocava".
L'operato del 1918 gli fece meritare altre tre decorazioni per il valore dimostrato nei combattimenti sul Monte Valbella e nella zona operativa del Piave.

### Tra le due guerre

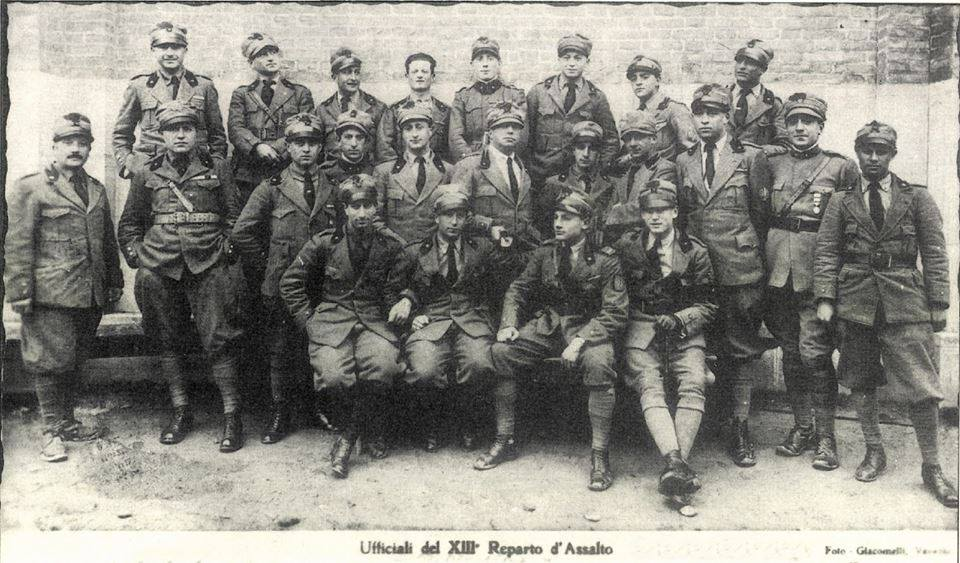
Ufficiali del 13º Reparto d'Assalto "Fiamme Nere" (1ª Divisione d'Assalto) prima della partenza per la Libia nel 1919 (Gallina è nella fila di mezzo, quinto da sinistra)

Conclusa la guerra, nella primavera 1919 salpò da Venezia per una missione militare di tre mesi in Libia.
Partecipò dunque al gruppo locale dell'Associazione Nazionale Combattenti, divenendone membro autorevole e stimato.
Divenuto celebre a livello nazionale per le numerose decorazioni al valore, nei primi anni '20 lo si vide partecipare a numerose eventi di commemorazione. A titolo di esempio: nel novembre 1921, assieme agli onorevoli Macchi, Spada e Rossini (rappresentanti del Governo) e gli onorevoli De Vecchi, Caetani, Misuri e Corsini, fu sul treno che accompagnava la salma del Milite Ignoto da Aquileia a Roma; nel 1922 fu chiamato all'inaugurazione del monumento ai caduti di Premeno; a novembre 1924, in occasione delle celebrazioni vercellesi per il sesto anniversario della vittoria, fu tra le guardie d'onore accanto al labaro della provincia.

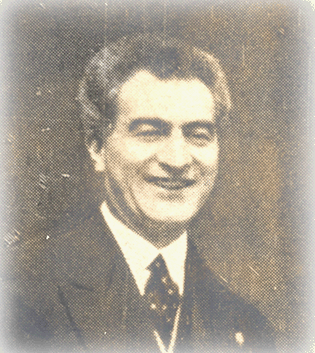
L'on. Aldo Rossini, con cui Gallina collaborò a lungo sia nell'Associazione Combattenti che nell'ambiente fascista

Fu tra i primi promotori del movimento fascista a Novara, mantenendosi tuttavia coerente con gli ideali degli ex combattenti. Condivideva tale impostazione con un altro membro fondatore: il futuro senatore Aldo Rossini, liberale, monarchico, anch'egli ex combattente e decorato di guerra, allineato al pensiero di Mussolini più che a quello del fascismo stesso.
A questa fase è riferibile un evento che tratteggia chiaramente le tensioni dell'epoca e ruolo che ebbero gli ex combattenti. Nel 1922 nel Biellese le organizzazioni vicine al Partito Socialista e alla Lega proletaria mutilati e invalidi di guerra fecero erigere numerosi monumenti ritenuti disfattisti e distruttivi dei valori patriottici della Grande Guerra da parte degli ex combattenti. Dati i continui dinieghi delle amministrazioni alle richieste di rimozione, i reduci scatenarono una vera e propria campagna di distruzione dei monumenti. Nello specifico, la notte del 23 agosto 1922 fu intrapresa un'azione guidata da Aldo Rossini, allora Sottosegretario per l'Assistenza militare, contro i monumenti di Crevacuore e Coggiola. Alla squadra appartenevano Carlo Gallina, i tenenti Guido Canalini ed Enrico Ronolo, assieme a Mauro Sagliaschi e Alfredo Forni. Danneggiate le opere, sul posto furono lasciati fiori e cartelli recanti la scritta: «I combattenti di Novara fieri di aver vendicato l'oltraggio si inchinano riverenti ai gloriosi compagni caduti». Un frammento bronzeo del monumento di Crevacuore, raffigurante un pugno chiuso su un ramo di quercia, fu conservato da Rossini e in seguito donato al Duca d'Aosta, che lo destinò alla collezione di cimeli di Palazzo Cisterna di Torino.
Quale fiore all'occhiello dei combattenti locali, nelle cui file era confluito il nascente movimento fascista, partecipò a diverse manifestazioni. A titolo di esempio, il 22 aprile 1923, in occasione delle celebrazioni per il Natale di Roma ad Alessandria, fu presentato al Duca d'Aosta assieme ad altri decorati della medaglia d'oro al valore.
Per la stima di cui godeva anche nell'ambiente fascista, fu chiamato a intervenire nei dissidi interni al movimento in diverse occasioni. Nel 1923, tra l'onorevole Ezio Maria Gray e Angelo Scotti, direttore del giornale L'Unione, per presunte offese arrecate mediante articoli apparsi sui giornali, con tanto di cartello di sfida; Gallina mediò per conto di Scotti, mentre il colonnello Guido Scandolara mediò per conto di Gray, entrambi affiancati dai rispettivi avvocati; la questione si risolse dopo due sedute, appurando che non vi era stata alcuna intenzione di offesa. Nel 1924, nel clima infuocato delle elezioni politiche, tra il Segretario Generale della Federazione Provinciale dei Sindacati Roberto Forni e il Segretario Provinciale del Fascio Amedeo Belloni, entrambi candidati nella Lista Nazionale di Mussolini, nuovamente per un articolo ritenuto offensivo scritto da Belloni; Gallina fu incaricato di portare la sfida di Forni a Belloni assieme a Giovanni Canestrini; in tale occasione intervennero il prefetto Giovanni Gasti e gli amici comuni per ricomporre pacificamente la contesa.
Nel novembre 1924, allontanatosi da tempo dal fascismo novarese, fu intervistato da La Stampa in relazione agli incidenti avvenuti durante la commemorazione novarese del sesto anniversario della vittoria, dovuti alle inconciliabili differenze di vedute tra la componente degli ex combattenti e quella maggiormente legata al regime. Nell'intervista espresse tutta l'amarezza che lo aveva allontanato dal movimento: riteneva che i fascisti avessero spudoratamente speculato sul patriottismo per mero tornaconto e che fosse in atto un'azione di discredito verso la componente dei combattenti che non si accodavano «al loro carro di trionfatori», tacciandoli di estremismo e persino bolscevismo. Affermò con decisione che le massime aspirazioni dei combattenti erano pace e libertà, vita operosa e pacifica, senza violenze e soprusi, disconoscendo nettamente in tal modo l'intero fenomeno dello squadrismo.
Nel 1927 fu posto in congedo.
Le promozioni ottenute negli anni gli valsero nel 1929 la qualifica di Primo Capitano.

### Seconda guerra mondiale
Essendo stato richiamato in patria per un periodo di formazione, non fu coinvolto negli eventi bellici del secondo conflitto mondiale.
Sappiamo che in quegli anni lavorò nell'industria alimentare.

### Morte
Morì prematuramente il 16 novembre 1944 per problemi di salute, all'Ospedale Maggiore di Novara, a soli 49 anni. Fu sepolto due giorni dopo nel cimitero cittadino. Al cordoglio per la morte si unirono giocatori, dirigenti e soci della Juventus con un annuncio sulla Gazzetta del Popolo.

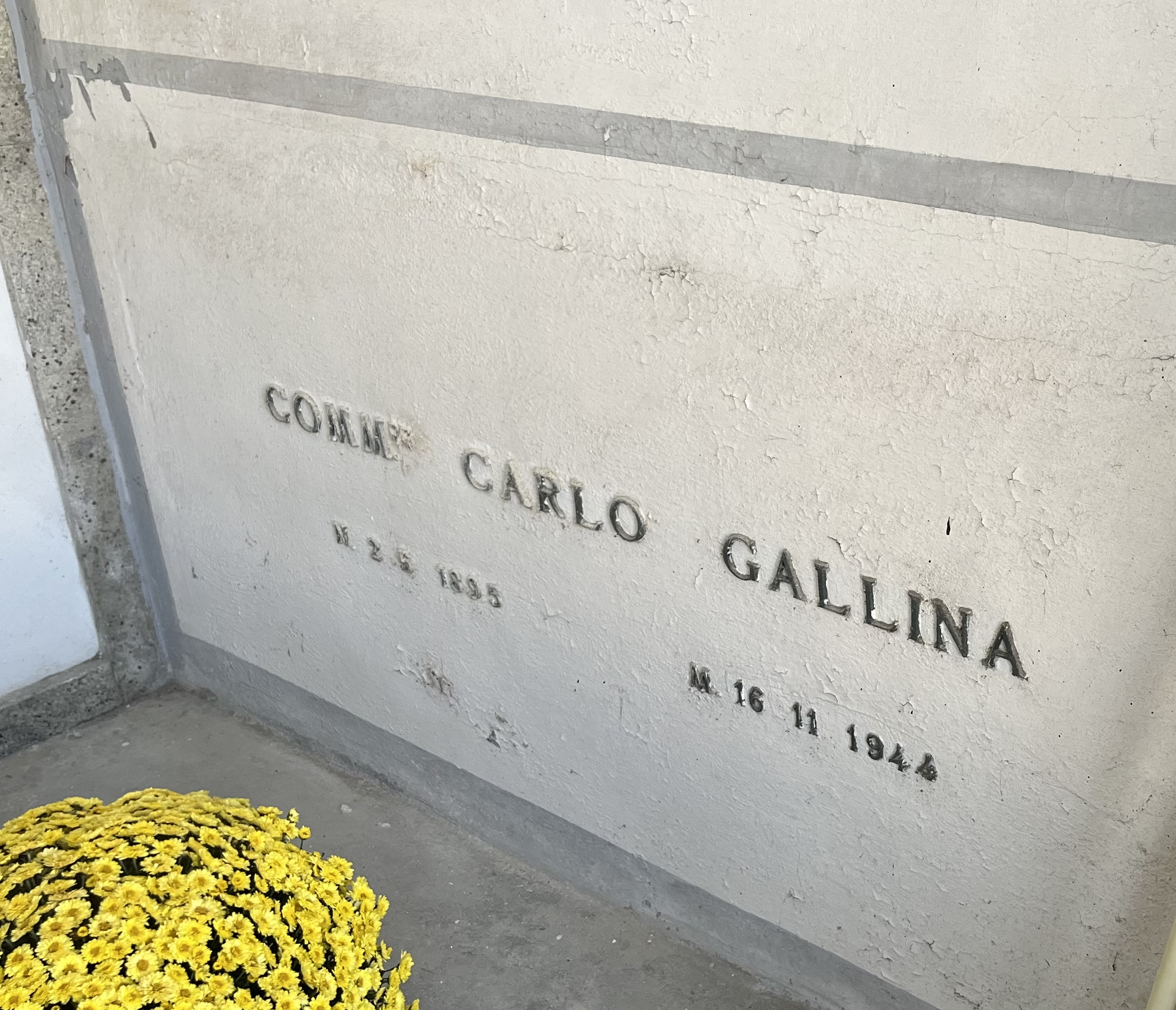
Tomba di Carlo Gallina, nella cappella di famiglia al cimitero di Terdobbiate

Nove anni dopo, il 10 ottobre 1953, la salma fu estumulata, trasportata al cimitero di Terdobbiate e ritumulata nella cappella di famiglia.

## Riconoscimenti

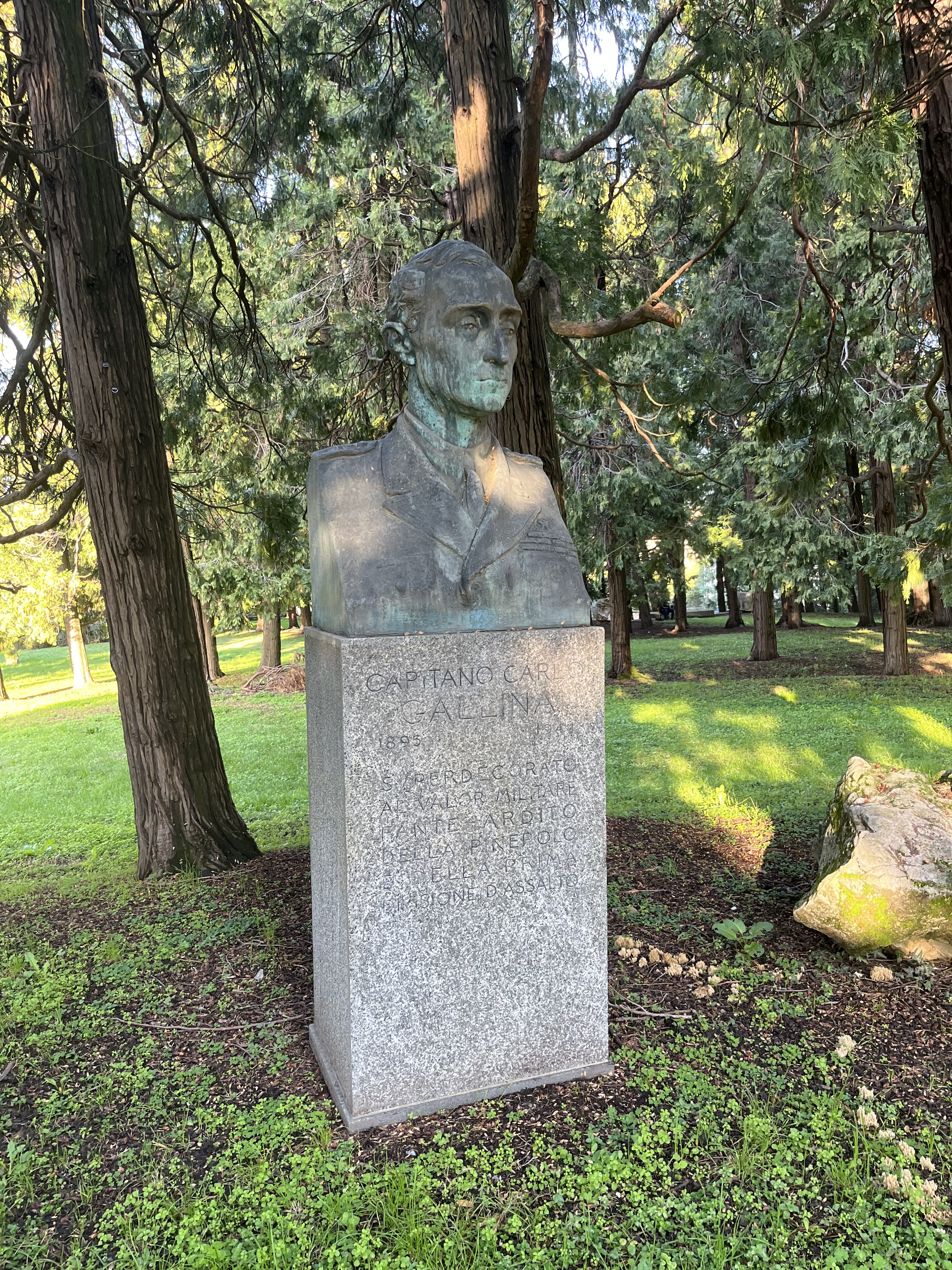
Busto commemorativo, al Colle della Vittoria di Novara

Il 25 settembre 1960 il comitato provinciale dell'Associazione Nazionale del Fante gli dedicò un busto in bronzo presso il Colle della Vittoria di Novara, con l'iscrizione: "Capitano Carlo Gallina 1895-1944 Superdecorato al Valor Militare Fante-Ardito della Pinerolo e della Prima Divisione d'Assalto". L'inaugurazione del monumento, assieme al busto del generale Luigi Gherzi, ucciso a Cefalonia nel settembre 1943, si collocava nell'ambito delle celebrazioni per il ritorno a Novara della salma di Mario Fregonara, medaglia d'oro al valor militare.
Nel settembre 1965, in occasione del ritorno a Novara della cassetta ossario di Luigi Gherzi e della contestuale manifestazione contro tutte le guerre, fu commemorato dall'allora Ministro della Difesa Giulio Andreotti.
In occasione del Giorno dell'Unità nazionale del 2023, la sezione novarese dell'Associazione nazionale volontari di guerra e l'Associazione Memento hanno commemorato il capitano Carlo Gallina presso il suddetto monumento.

## Onorificenze
Oltre a valergli il titolo di Superdecorato al valore militare, le seguenti onorificenze lo resero il militare più decorato della provincia di Novara.

## Carriera sportiva
Fu acquistato dalla Juventus nella stagione 1912-1913, giocandovi una sola amichevole. La stagione successiva gareggiò nelle tre partite di campionato per cui è ricordato in ambito sportivo, tra febbraio e maggio 1914, contro U.S. Milanese, Verona e Inter. Fu ceduto durante la stagione 1914-1915.
Venne riacquistato per breve tempo nell'immediato dopoguerra, nella stagione 1919-1920, giocando una sola amichevole.
Attaccante, Gallina era dotato di un tiro destro potente, ma totalmente incapace di sfruttare il piede sinistro. Nonostante il gioco non arioso, a suo vantaggio aveva robustezza, decisione e resistenza, assieme ad una spiccata generosità verso i compagni di squadra. Nel suo gioco erano ravvisabili le caratteristiche della scuola novarese, al pari del futuro compagno di squadra Guido Marchi (Biscutin).
Nell'ambiente juventino era soprannominato Pipi.